# Kikärt

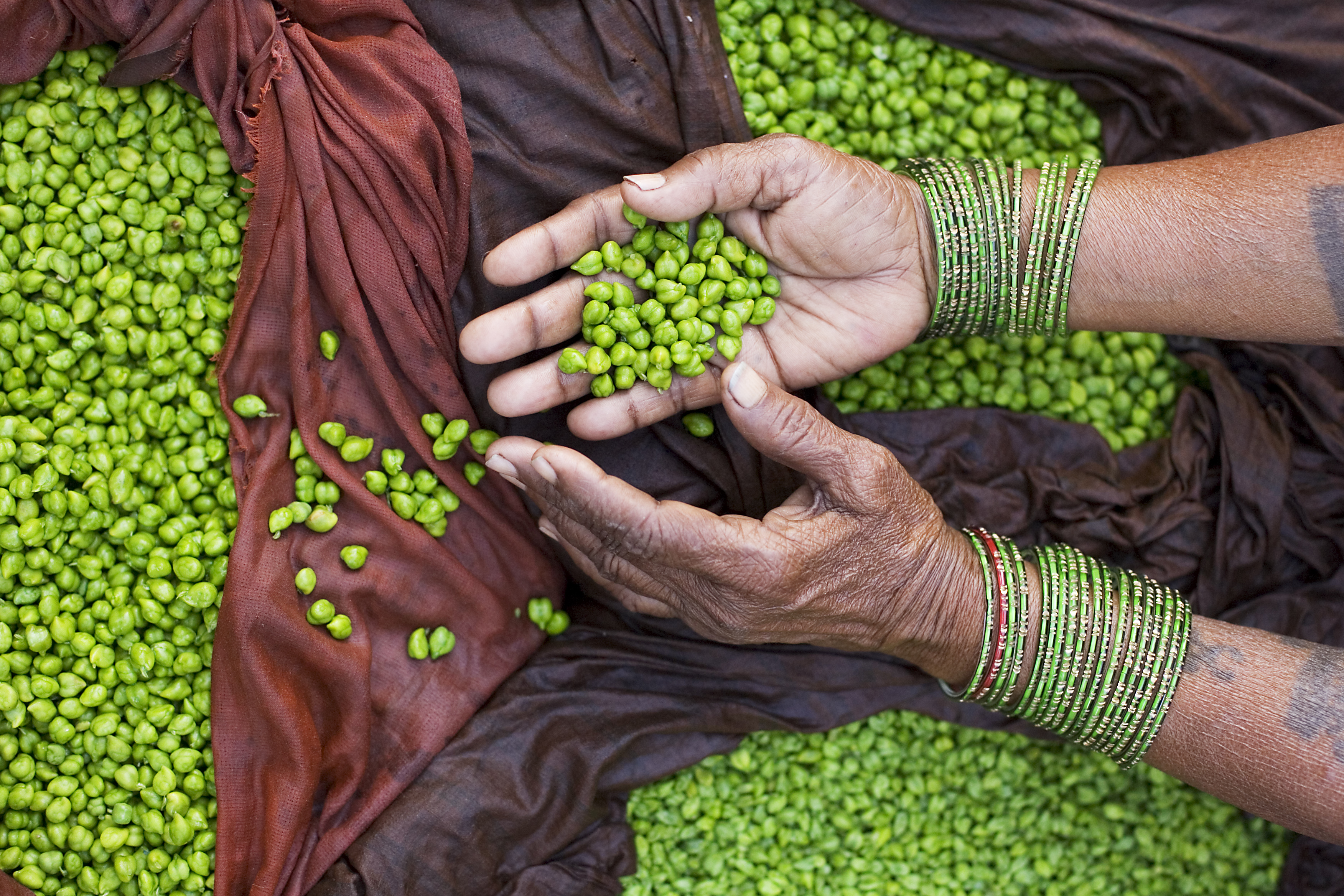
Indisk gatuförsäljare som säljer gröna kikärter.

Kikärt (Cicer arietinum), kallas även för garbanzoböna eller garbanzoärt, liknar gul ärta, men har en skrynklig yta. Kikärter härstammar från sydvästra Asien men importeras i dag huvudsakligen till Sverige från Turkiet. De är rika på proteiner, mineraler och kostfiber och har en nötliknande smak. De mosar sig inte vid kokning utan ska kokas väl. Kikärter används i grytor, sallader, soppor, pastejer, hummus och falafel.
Till skillnad från andra ärtväxter bidrar kikärt inte till att liva upp jorden, utan uttömmer den i stället så att andra växter, även ogräs, får svårt att växa. Denna allelopatiska effekt observerades av Theofrastos redan 300 f.Kr.

## Tillagning
Torkade kikärter blötlägges i rikligt med vatten ca 8–12 timmar. Blötläggningsvattnet hälls sedan bort och kikärterna kokas i nytt vatten i ca en timme. Ett annat sätt är att koka upp kikärterna, låta stå i 3 timmar och sedan koka dem klart.
Kikärter säljs även konserverade och färdigkokta.
1 dl torkade kikärter = 80 g ger ca 3 dl kokta.

## Näringsinnehåll per 100 g
| Energi      | 1394 kJ (333 kcal) |
| Protein     | 21 g               |
| Kolhydrater | 51 g               |
| Kostfiber   | 10 g               |
| Fett        | 5 g                |
| Järn        | 7 mg               |
| Kalium      | 800 mg             |

## Galleri

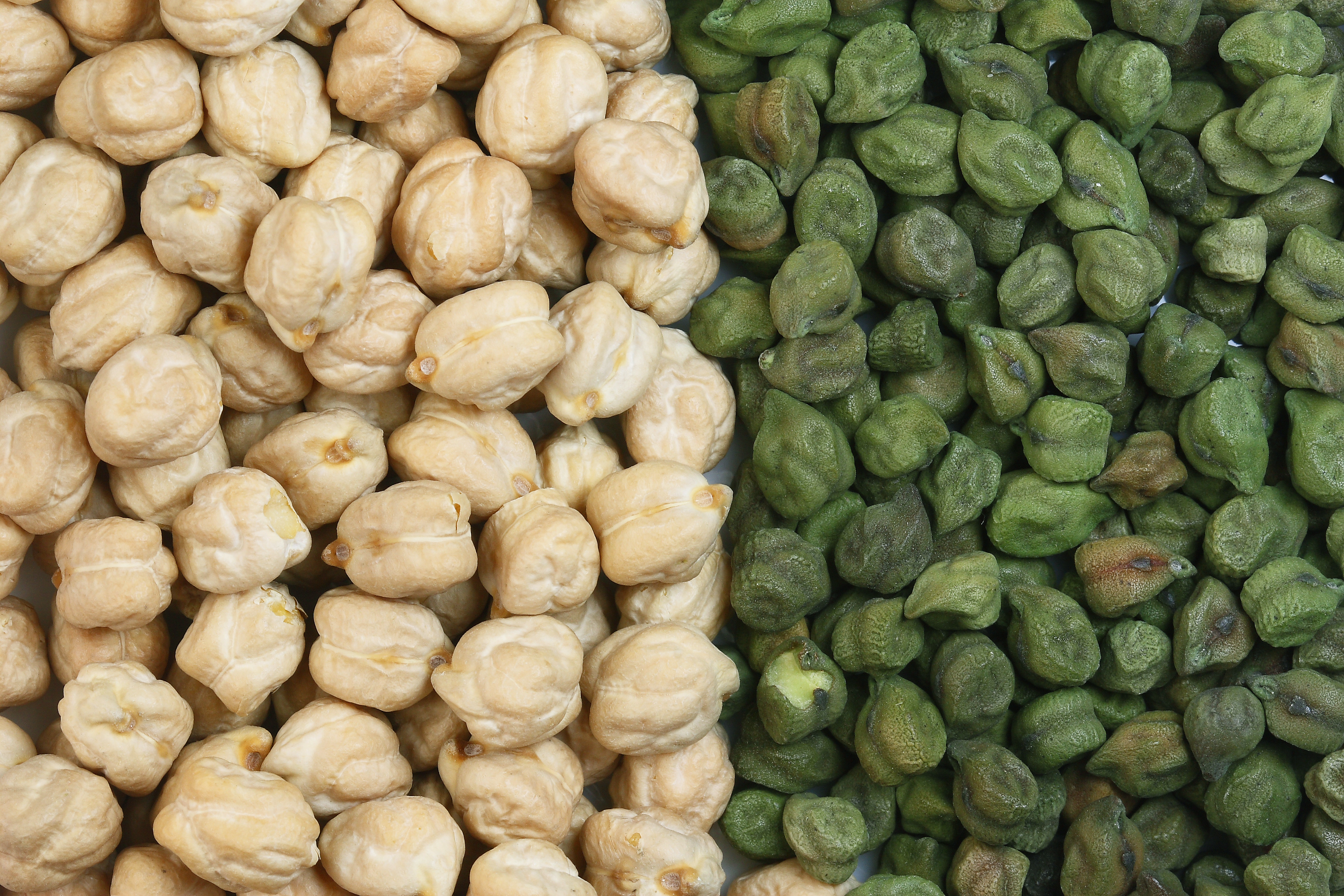
Vita och gröna kikärter.
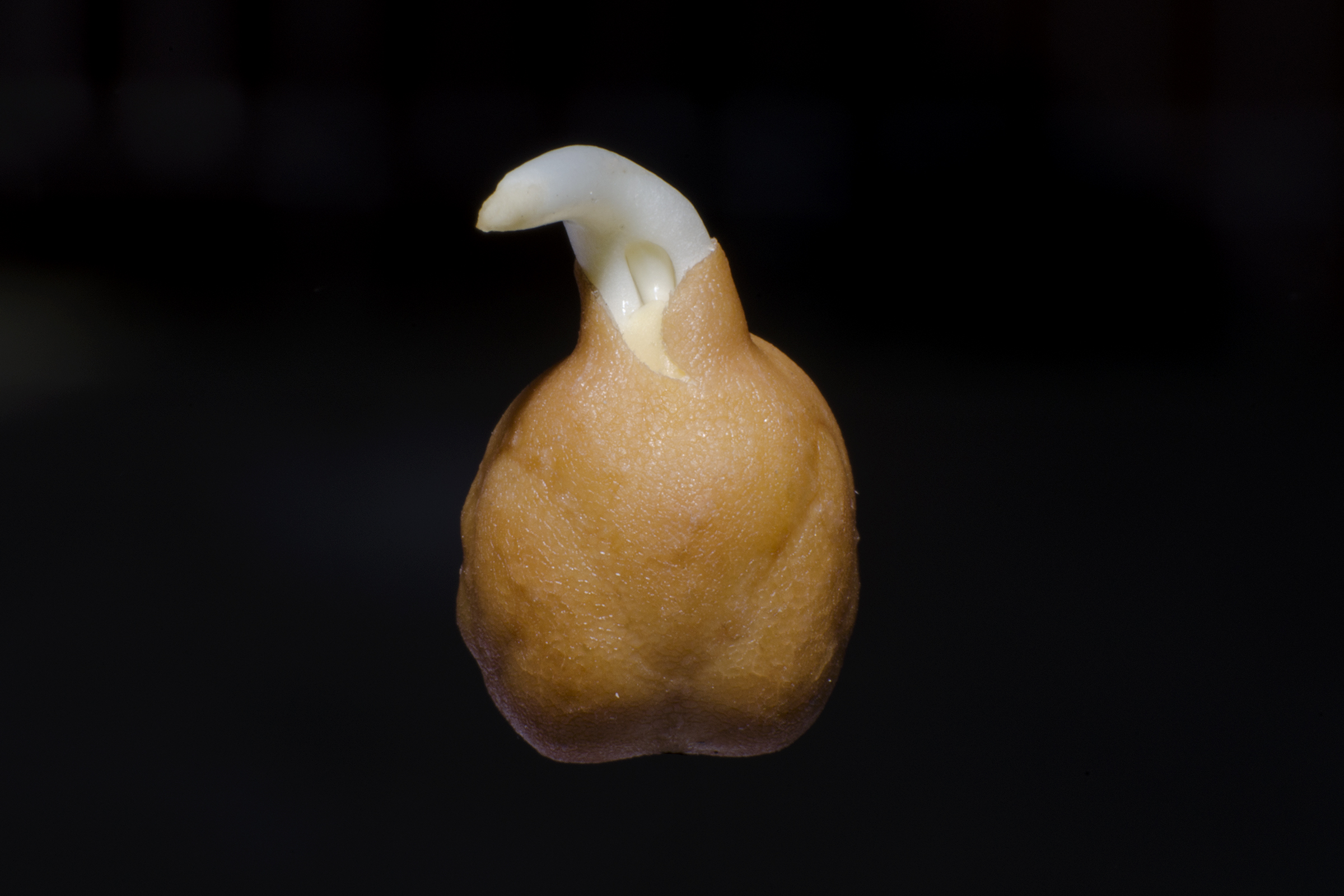
Kikärta som börjat gro.
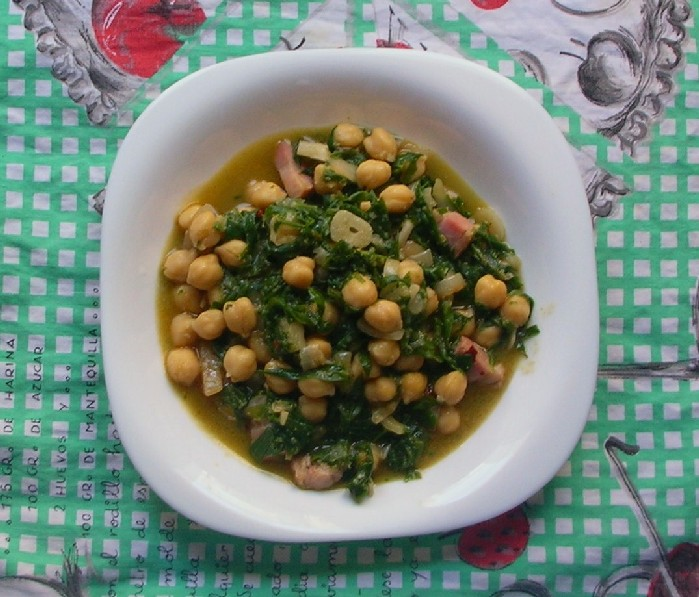
Maträtt från Kastilien-La Mancha – kikärter och stuvning med Silene vulgaris (potaje de garbanzos y collejas).
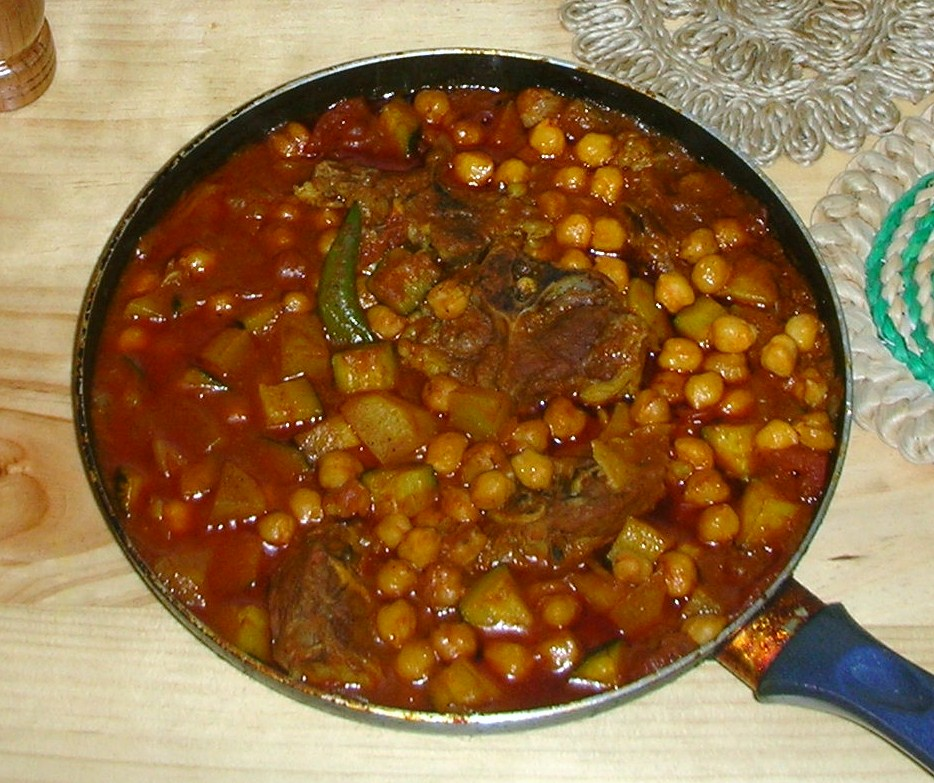
Chakhchoukha i Algeriska köket; nylagad Marqa före blandning med Rougag.
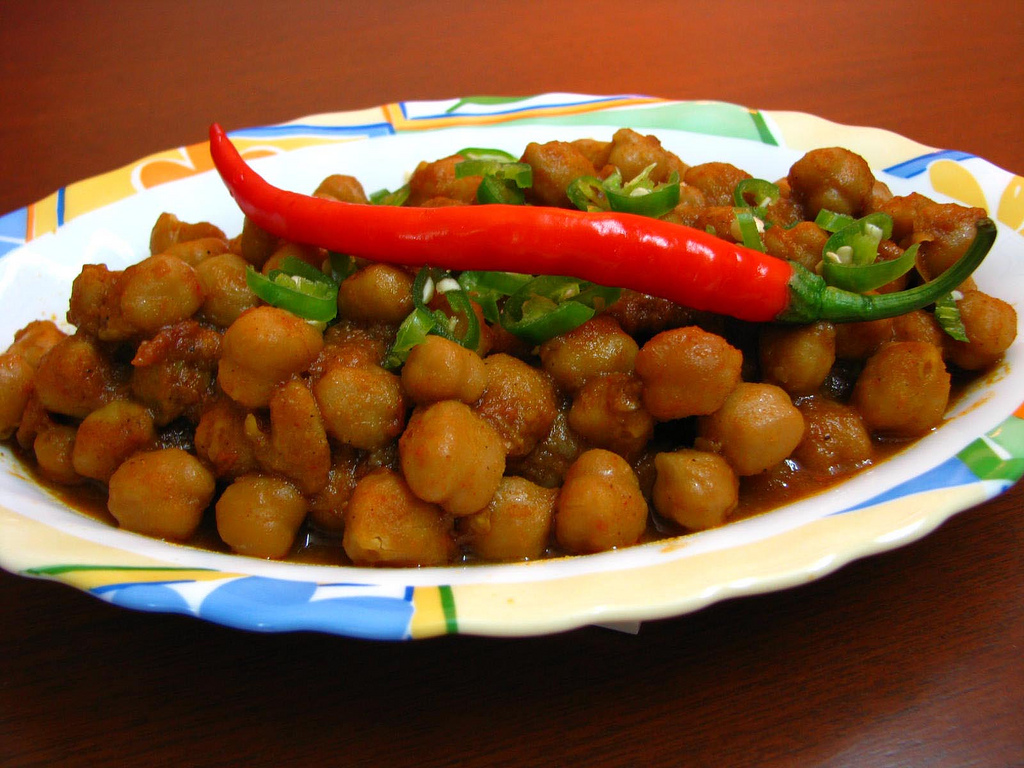
Chana masala, Indien.
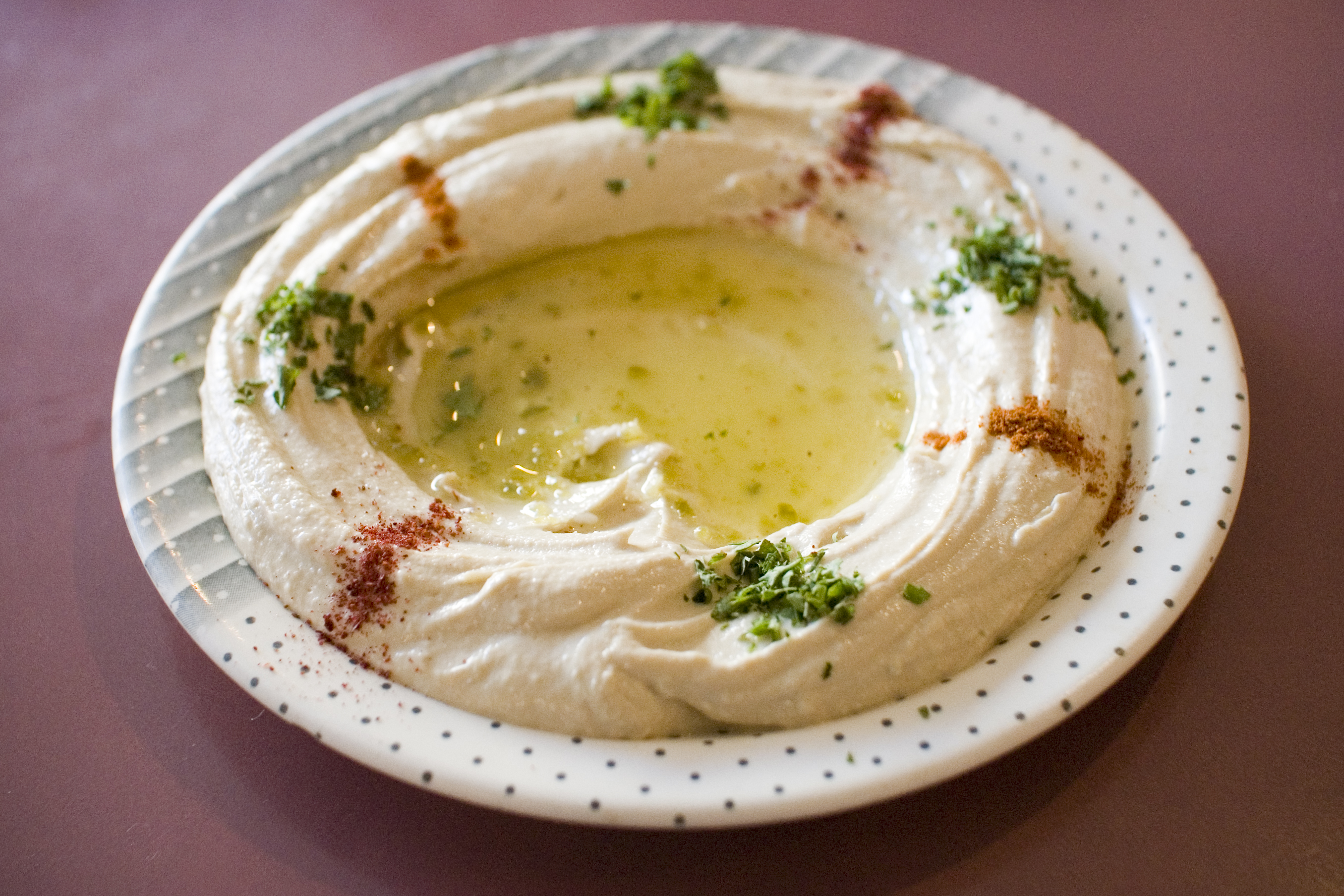
Hummus med olivolja.
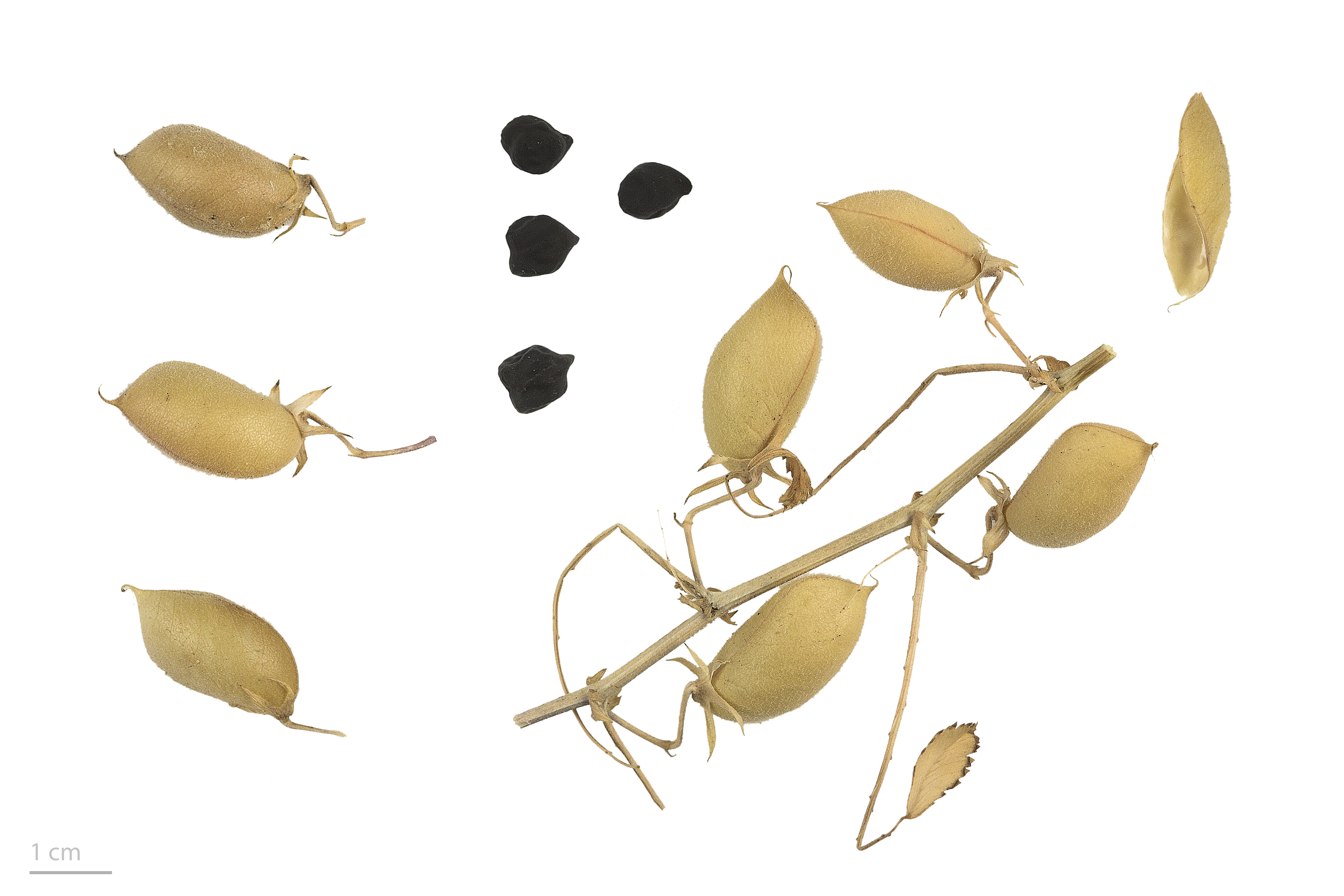
Cicer arietinum noir - Museum specimen